# مسجد الشيخ الشاطبي
ضريح الشيخ الشاطبى ، هو أحد المساجد التي انشئت في عصر الدولة الايوبية في مصر ، يقع بمدينة الإسكندرية والذي عرف حي الشاطبي باسمه لوجود ضريحه به.